# Danmarks ambassade i Tunis
Danmarks ambassade i Tunis er Danmarks kommende officielle diplomatiske repræsentation i Tunesien.
Ambassaden er under oprettelse siden august 2024, hvor regeringen udmeldte en justering af Danmarks diplomatiske tilstedeværelse i en række afrikanske lande. Dengang fremhævedes valget af Tunesien ved, at landet allerede i dag er en vigtig samarbejdspartner for Danmark, og at samarbejdet kan udbygges indenfor områder som klima og grøn omstilling.
Danmark har haft diplomatiske forbindelser til Tunesien siden 1960.
Tunesien har hidtil været dækket via Danmarks ambassade i Algier, ligesom Danmark har haft en honorær konsul i Tunis.